# Dodge Caliber
Dodge Caliber — хетчбэк, производившийся маркой Dodge в 2006 — 2011 годах в США.
Выпуск Dodge Caliber пришёлся на момент истории, когда компания Chrysler подумывала о расторжении контракта с Daimler. Как результат, внешне Caliber позаимствовал много отсылок к выпущенному годом ранее Dodge Magnum, но внутреннее оборудование бралось от марок Nissan (коробка передач «Jatco») и Mitsubishi (платформа «GS-PM/MK» и двигатель «GEMA»). Изначальный концепт автомобиля, разработанный в 2005 году. Он готовился к выпуску под этой маркой ещё в конце 2005 года, как модель 2006-го. Но директор отделения Dodge настоял на том, что бренду нужен легковой автомобиль, а не кроссовер, и в результате проект был видоизменён и максимально приближён к Magnum-у в плане дизайна. Jeep же выпустила изначальную версию кроссовера в том же году, наравне с фирменным Jeep Patriot. Дизайн автомобиля напоминает кроссовер, тем не менее по комплектации Caliber им не является, хоть и имеет ту же платформу, что Jeep Compass.

## Технические характеристики
- Объем багажника, л: 648.
- Рулевое управление с гидроусилителем
- Диаметр разворота 10,80 м
- Тормоза передние - дисковые вентилируемые
- тормоза задние - дисковые/барабанные

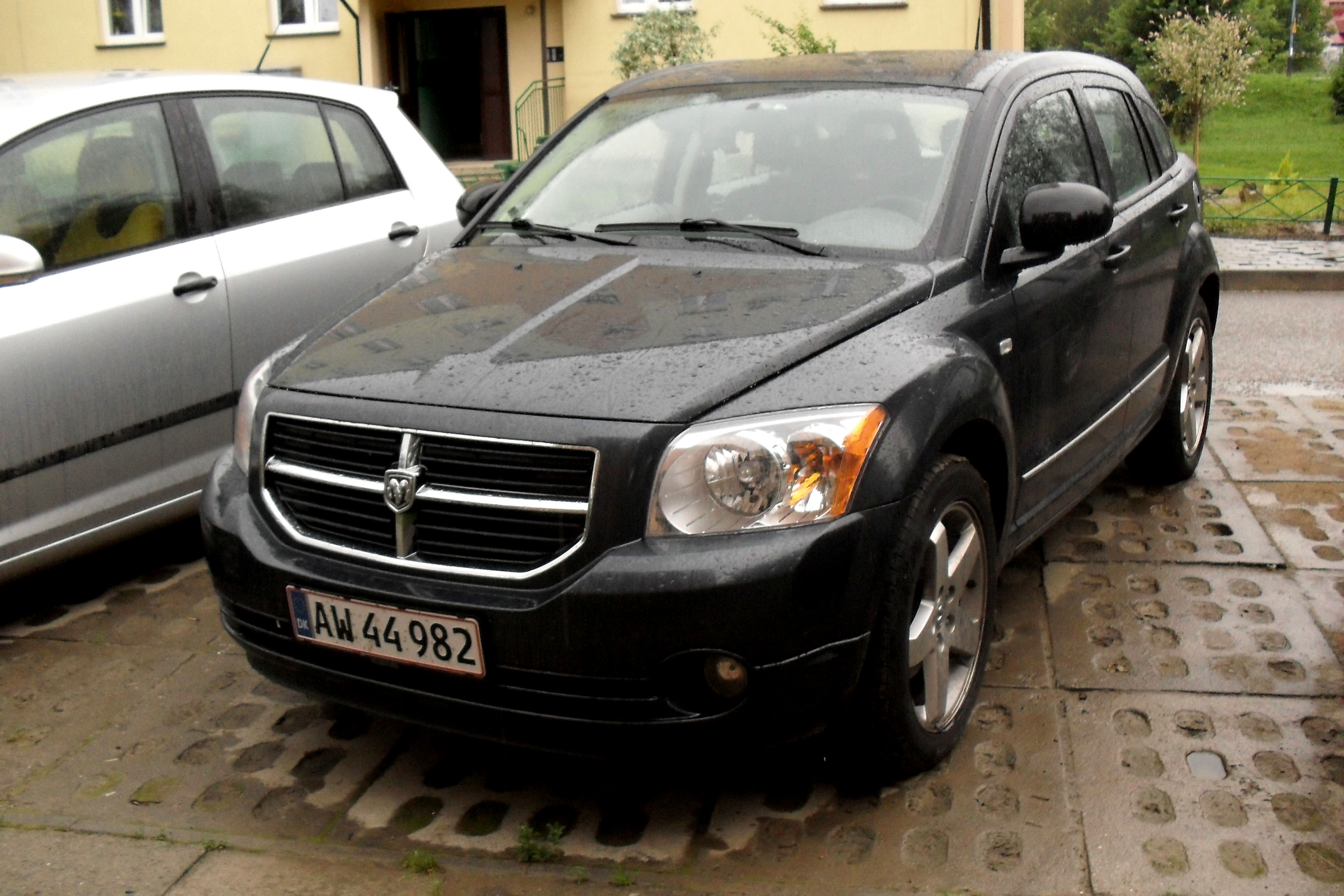
Европейская комплектация SXT

- Шины: 215 /60R17.

## Безопасность
Безопасность водителя и пассажира - 4 звезды, безопасность детей - 4 звезды, безопасность пешеходов: 1 звезда. Системы активной и пассивной безопасности: подушки безопасности водителя, пассажира, боковые. Присутствуют антиблокировочная система (ABS) и противоугонное оборудование: иммобилайзер, сигнализация. 
Электрооборудование: CD-проигрыватель, радио, антенна, кондиционер, круиз-контроль, электропривод зеркал.